# Кончак, Джон
Джон Фрэнсис Кончак (англ. Jon Francis Koncak; родился 17 мая 1963, Сидар-Рапидс, Айова, США) — американский профессиональный баскетболист.

## Ранние годы
Джон Кончак родился в городе Сидар-Рапидс (штат Айова), учился в центральной школе города Канзас-Сити (штат Миссури), в которой играл за местную баскетбольную команду.

## Студенческая карьера
В 1985 году Кончак закончил Южный методистский университет, где в течение трёх лет играл за команду «СМУ Мустангс», в которой провёл успешную карьеру, набрав в итоге 1784 очка, 1169 подборов, 173 передачи, 74 перехвата и 278 блок-шотов. При Кончаке «Мустангс» ни разу не выигрывали ни регулярный чемпионат, ни турнир конференции Southwest, однако два года подряд выходили в плей-офф студенческого чемпионата NCAA (1984—1985), правда дальше второго раунда не проходили.

## Карьера в НБА
Играл на позиции центрового. В 1985 году был выбран на драфте НБА под 5-м номером командой «Атланта Хокс». Позже выступал за команду «Орландо Мэджик». Всего в НБА провёл 11 сезонов. В 1985 году включался во 2-ю всеамериканскую сборную NCAA. Всего за карьеру в НБА сыграл 784 игры, в которых набрал 3520 очков (в среднем 4,5 за игру), сделал 3856 подборов, 785 передач, 542 перехвата и 791 блок-шот.
Свои лучшие годы в качестве игрока НБА Кончак провёл в «Хокс», в рядах которых он выступал на протяжении десяти сезонов (1985—1995). Самым лучшим в его карьере был сезон 1985/1986 годов, в котором он сыграл в 82 играх, набирая в среднем за матч 8,3 очка и делая 5,7 подбора, 0,7 передачи, 0,5 перехвата и 0,8 блок-шота.
Несмотря на то, что Кончак большую часть своей карьеры был надёжным защитником, в историю он вошёл благодаря заключённому с ним в 1989 году «Ястребами» шестилетнему договору на сумму в 13 млн. долларов США, который стал беспрецедентный по тем временам для резервистов. Эта сделка была подвержена всесторонней критике, поскольку его зарплата была больше, чем у Майкла Джордана, Мэджика Джонсона и Ларри Бёрда. Его большой контракт на несколько лет отстранил «Хокс» от участия в каких-либо других крупных сделках по покупке свободных агентов. В результате этого он получил насмешливое прозвище «Джон Контракт».

## Карьера в сборной США
В 1984 году Кончак стал в составе сборной США олимпийским чемпионом Летних Олимпийских игр в Лос-Анджелесе, обыграв в финале сборную Испании (96—65).